# Fonte Longa (Mêda)
Fonte Longa is een plaats (freguesia) in de Portugese gemeente Mêda en telt 199 inwoners (2001).